# Pablo de Sichar
Pablo Sichar Ruata (Estada, 25 de enero de 1751 – Barcelona, 21 de agosto de 1831) fue un religioso y político español, que llegó a ser obispo de Barcelona y diputado por Aragón a las Cortes de Cádiz.

## Biografía
Hijo de Benón Sichar Azara y de Josefa Ruata Abad, estaba emparentado a través de su padre con Eustaquio de Azara, así como con los hermanos Manuel e Íñigo Abbad y Lasierra, todos los cuales llegarían a ocupar sedes episcopales. Este parentesco sería clave en la vida de Sichar, pues tras estudiar en Huesca y ejercer de abogado en Zaragoza, su primo le convencería de cambiar a una carrera religiosa en 1784. Acompañaría a sus parientes, primero en la diócesis de Ibiza durante el episcopado de su primo, y luego en la de Barcelona, donde fue nombrado obispo auxiliar en 1797 bajo su tío.
Ocupaba dicha sede auxiliar durante la alianza hispano-francesa que desde 1801 fue poniendo a España en la órbita del Primer Imperio Francés. En 1808 pasó a ocupar la mitra barcelonesa, mismo año en que los sucesos del 2 de mayo supusieron la apertura de un conflicto abierto con los franceses. Dada la situación Sichar tomó posesión del nuevo cargo el 6 de noviembre en Villafranca del Panadés en vez de en Barcelona.
Sichar, opuesto a la ocupación francesa, se refugió en Mallorca. De talante conservador, desde allí se opuso al liberalismo que emanaba de las Cortes de Cádiz desde 1810. En 1813 fue elegido diputado por Aragón, aunque no consta actividad en las cortes ordinarias que siguieron a la constitución de 1812.
Tras el final de la guerra de la Independencia mantuvo sus posiciones conservadoras, ayudando en 1817 al capitán general de Cataluña a controlar el levantamiento de Lacy en la región. Por ello, aunque durante el Trienio Liberal consta una postura más moderada e incluso intentó congraciarse con el nuevo gobierno liberal, fue expulsado de Barcelona en 1820 por una muchedumbre. Fue proscrito por el nuevo régimen liberal, encontró refugio en varias localidades e intentó ceder su sede aunque el papa no aprobó esta última medida.
Recuperó el control de su diócesis en 1823, con el retorno del absolutismo tras la llegada de los Cien Mil Hijos de San Luis. Una vez repuesto en la mitra, volvió a escribir pastorales fuertemente antiliberales. Falleció en 1831.